# Brani musicali ufficiali del campionato europeo maschile di calcio
I brani musicali ufficiali del campionato europeo di calcio sono canzoni adottate ufficialmente per introdurre, accompagnare e ricordare gli eventi, nonché come campagna pubblicitaria per il campionato stesso e per gli autori, restituendo agli artisti una considerevole notorietà a livello mondiale.
I brani scelti sono generalmente in inglese – lingua ufficiale del paese organizzatore – o in altre lingue europee, soprattutto lo spagnolo. Le versioni ufficiali si traducono anche in versioni di copertina in molte altre lingue dell'artista originale o di artisti locali.

## Elenco
| Edizione                | Canzone                | Lingua  | Interprete/i                        |
| ----------------------- | ---------------------- | ------- | ----------------------------------- |
| Italia 1980             | G•O•A•L                | inglese | Eurokids                            |
| Svezia 1992             | More Than a Game       | inglese | Towe Jaarnek e Peter Jöback         |
| Inghilterra 1996        | We're in This Together | inglese | Simply Red                          |
| Belgio-Paesi Bassi 2000 | Campione 2000          | inglese | E-Type                              |
| Portogallo 2004         | Força                  | inglese | Nelly Furtado                       |
| Austria-Svizzera 2008   | Can You Hear Me        | inglese | Enrique Iglesias                    |
| Polonia-Ucraina 2012    | Endless Summer         | inglese | Oceana                              |
| Francia 2016            | This One's for You     | inglese | David Guetta feat. Zara Larsson     |
| Europa 2020             | We Are the People      | inglese | Martin Garrix feat. Bono & The Edge |
| Germania 2024           | Fire                   | inglese | Meduza feat. OneRepublic & Leony    |

## Album ufficiali
- 1996 – The Beautiful Game
- 2000 – Euro 2000: The Official Album
- 2004 – Vive O 2004!